# Wasil Sakowicz
Wasil Andrejewicz Sakowicz (biał. Васіль Андрэевіч Саковіч, ros. Василий Андреевич Сакович, Wasilij Andriejewicz Sakowicz; ur. 1949 r. w Pleszczycach) – białoruski polityk i dyplomata, deputowany do Rady Najwyższej Republiki Białorusi XIII kadencji, w latach 1996–2000 deputowany do Izby Reprezentantów Zgromadzenia Narodowego Republiki Białorusi I kadencji; w latach 1999–2009 ambasador Białorusi w Mołdawii.

## Życiorys
Od 24 kwietnia 1992 do 19 grudnia 1996 roku pełnił funkcję przewodniczącego Izby Kontrolnej Republiki Białorusi. W pierwszej turze wyborów parlamentarnych 14 maja 1995 roku został wybrany na deputowanego do Rady Najwyższej Republiki Białorusi XIII kadencji z Horodeckiego Okręgu Wyborczego Nr 44. 9 stycznia 1996 roku został zaprzysiężony na deputowanego. Był bezpartyjny, należał do popierającej prezydenta Alaksandra Łukaszenkę frakcji „Zgoda”. Od 3 czerwca był członkiem grupy roboczej Rady Najwyższej ds. współpracy z Bundestagiem Republiki Federalnej Niemiec. Poparł dokonaną przez prezydenta kontrowersyjną i częściowo nieuznaną międzynarodowo zmianę konstytucji. 27 listopada 1996 roku przestał uczestniczyć w pracach Rady Najwyższej i wszedł w skład utworzonej przez prezydenta Izby Reprezentantów Zgromadzenia Narodowego Republiki Białorusi I kadencji. Od 3 września 1999 do 4 czerwca 2009 roku pełnił funkcję ambasadora Białorusi w Mołdawii.

## Nagrody
- Gramota Pochwalna Zgromadzenia Narodowego Republiki Białorusi (12 lutego 1999) – za wielki, osobisty wkład w poprawę działalności legislacyjnej[9];
- Gramota Pochwalna Rady Ministrów Republiki Białorusi (3 kwietnia 2006) – za wysokie osiągnięcia w sferze wytwórczej i społeczno-kulturalnej, znaczący wkład osobisty w realizację prognozowanych wskaźników rozwoju społeczno-gospodarczego republiki w latach 2001–2005[10].